# Rocca di Papa

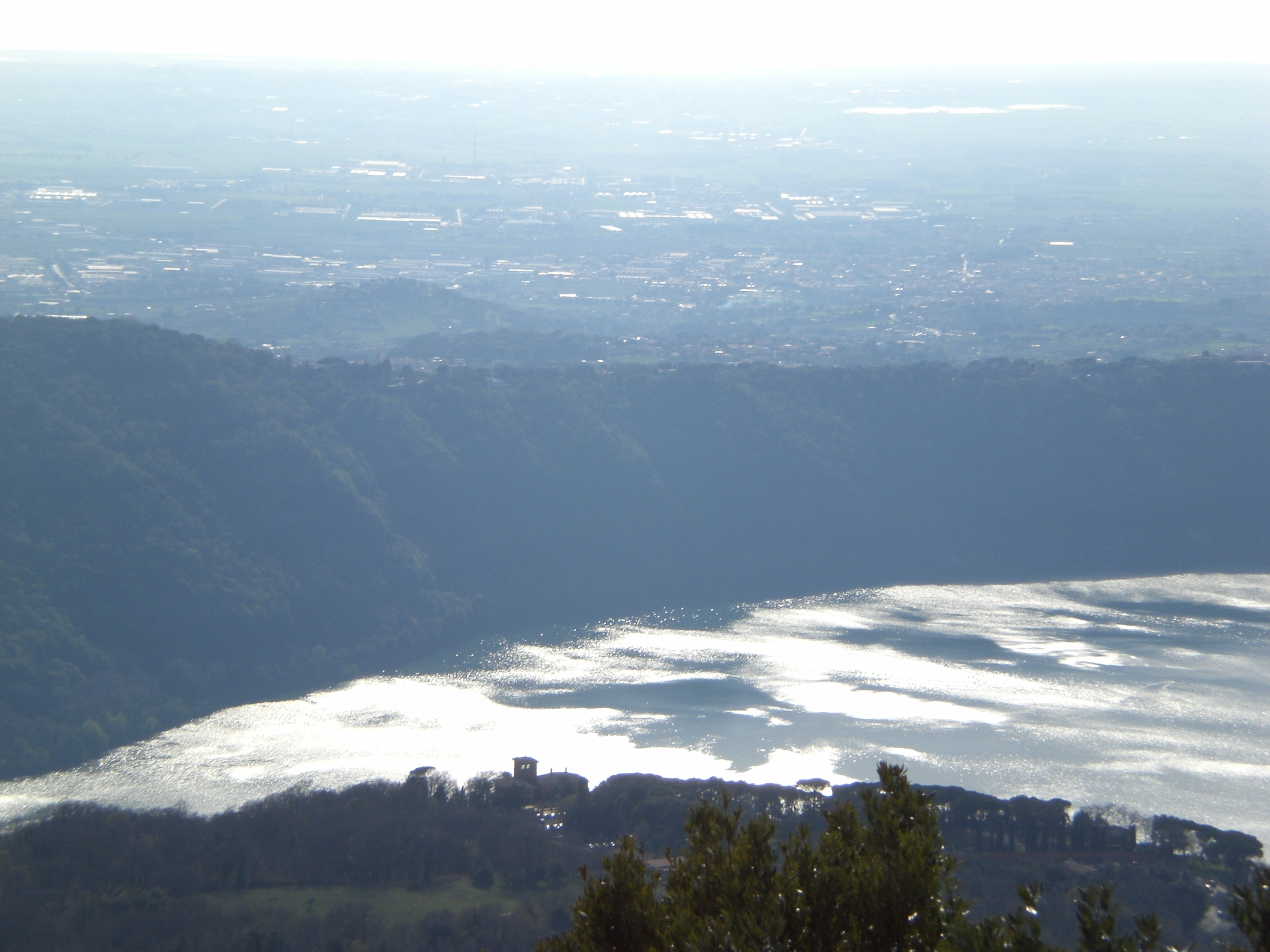
Convent of Palazzola.

Rocca di Papa là một đô thị trong tỉnh Roma, vùng Lazio, Ý. Đô thị này có diện tích km2, dân số thời điểm năm 2009 là 15.138 người. Rocca di Papa có cự ly 24 km về phía đông nam so với thủ đô Roma.